# Anthony Morin
Pour les articles homonymes, voir Morin.
Anthony Morin (né le 27 juin 1974 à Saint-Brieuc) est un ancien coureur cycliste français.

## Biographie
Stagiaire au sein de l'équipe Auber 93 à la fin de la saison 1995, Anthony Morin commence sa carrière professionnelle l'année suivante avec Force Sud. Celle-ci disparaît au mois de juillet, Morin revient alors chez Auber 93. Il participe à son premier Tour de France en 1997.
En 1998, il intègre l'effectif de La Française des jeux, puis du Crédit agricole en 2000. Il monte cette année-là sur le podium du championnat de France, battu par Christophe Capelle et Jacky Durand.
Sans équipe fin 2003, il rejoint les rangs amateurs au SC Sarreguemines et remporte une étape du Tour de Guadeloupe 2004. Il travaille désormais sur la caravane du Tour de France.

## Palmarès
- 1991
  - 2e de la Ronde des vallées
- 1992
  - Trophée Louison-Bobet
  - Flèche Plédranaise
- 1994
  - Tour de la Porte Océane
  - Grand Prix des Nations espoirs
  - 2e du championnat de France sur route espoirs
- 1995
  - Grand Prix de Peymeinade
  - Chrono des Nations espoirs
  - Tour de Suisse orientale
  - 2e du Tour du Finistère
  - 3e du Circuit berrichon
  - 3e du championnat de France militaires sur route
  - 3e de Troyes-Dijon
- 1996
  - 3e du Prix d'Armor
  - 3e du Grand Prix de Lillers
- 1997
  - Prix du Calvaire
  - Prix d'Armor
  - 5e étape du Tour de l'Avenir
  - 4e étape du Circuito Montañés (contre-la-montre)
- 1999
  - Prix des blés d'or
- 2000
  - 2e du Tour de Normandie
  - 3e du championnat de France sur route
- 2001
  - 5e étape du Tour de France (contre-la-montre par équipes)
  - 2e du Circuit de la Sarthe
- 2004
  - Championnat de Lorraine sur route
  - 3e étape du Tour de Guadeloupe
  - 3e de Tarbes-Sauveterre

## Résultats sur les grands tours

### Tour de France
5 participations
- 1997 : non-partant (15e étape)
- 1999 : 105e
- 2000 : 90e
- 2001 : 107e, vainqueur de la 5e étape (contre-la-montre par équipes)
- 2002 : 90e